# Angakharan
Angakharan est un village de la région de Şamaxı en Azerbaïdjan.

## Géographie
Le village d'Angakharan de la région de Şamaxı est situé dans la circonscription administrative du village de Malham.

## Économie
La principale occupation de la population du village est l'agriculture et l'élevage.

## Population
Selon les statistiques de 2009, la population du village est de 856 personnes.

## Culture
Il y a une école, une bibliothèque, un club et un ancien cimetière dans le village.